# Zespół Szkół Elektronicznych im. Wojska Polskiego w Bydgoszczy
Zespół Szkół Elektronicznych im. Wojska Polskiego w Bydgoszczy – zespół szkół ponadgimnazjalnych w Bydgoszczy, położony przy ulicy Mieczysława Karłowicza 20. Według rankingu techników Perspektywy w 2018 roku był najlepszą szkołą techniczną w Bydgoszczy oraz drugą w Polsce. W latach 1998–2019 dyrektorem był mgr Roman Wojciechowski, natomiast 2 września 2019 roku to stanowisko objął mgr Piotr Siwka. Obecnie dyrektorem jest mgr Marcin Chabowski.
1 lutego 2018 władze miejskie ogłosiły przetarg na budowę nowej hali sportowej, zlokalizowanej pomiędzy internatem a ul. Wyczółkowskiego. Obiekt, mający zastąpić 50-letnią salę, miał zostać oddany do użytku 30 czerwca 2019, a następnie na początku roku szkolnego 2019/2020, jednak ze względu na opóźnienie budowy nastąpiło to w lutym 2020 (oficjalne otwarcie 2 marca 2020). Hala mieści dużą salę do gier, salę fitness i trybunę na 250 osób, a także dostosowaną do potrzeb osób z niepełnosprawnością pracownię komputerową.

## Współpracujące firmy
Szkoła współpracuje z firmami z branży elektronicznej oraz informatycznej. 
- Ivy Technology (dawniej iQor Global Services) (od 2016) - klasa patronacka o profilu elektronicznym[9].
- 1 Batalionem Dowodzenia i Zabezpieczenia w Bydgoszczy (od 2018) - klasa wojskowa o profilu informatycznym w której uczniowie oprócz standardowego wykształcenia, uczestniczą w zajęciach z wojskowymi na strzelnicach, obozach oraz poligonach wojskowych[10].
- ATOS Polska (od 2019) - klasa patronacka o profilu informatycznym.
- Politechnika Bydgoska (od 2023) - klasa patronacka o profilu teleinformatycznym.

## Telewizja szkolna
W szkole działa studio telewizji tworzonej przez uczniów pod przewodnictwem Wojciecha Hermanowskiego – ajpiTV. Realizuje ona materiały video z wydarzeń związanych ze szkołą, a także bierze udział w różnych konkursach. Jednym z nich jest „Sztuka wyboru” – konkurs połączony z warsztatami filmowymi organizowany przez Komendę Wojewódzką Policji w Bydgoszczy oraz Urząd Marszałkowski Województwa Kujawsko-Pomorskiego przy współpracy z Międzynarodowym Festiwalem Filmowym Camerimage. Szkoła w pierwszej edycji pod nazwą „Kręcę filmy, a nie jointy” otrzymała wyróżnienie za film pt. „Ścieżka”, w trzeciej edycji nazwanej „Nie kliknij w przestępstwo” otrzymała II miejsce za film pt. „Reality”, a w piątej edycji pt. „Kamera! Akcja! Reakcja! ...czyli Bezpieczne Wakacje” film pt. „Kochanek” zdobył III miejsce.